# 萨拉·霍纳多蒂尔
萨拉·霍纳多蒂尔（1995年11月12日—），冰島女子羽毛球運動員。

## 簡歷
2014年1月，萨拉·霍纳多蒂尔出戰冰島羽毛球國際賽，與玛格丽特·约翰斯多蒂尔合作奪得女子雙打亞軍。

## 主要比賽成績
只列出曾進入準決賽的國際賽事成績：
| 年份   | 賽事             | 公開賽級別 | 項目     | 拍檔                  | 成績   |
| ------ | ---------------- | ---------- | -------- | --------------------- | ------ |
| 2011年 | 冰島羽毛球國際賽 | 國際系列賽 | 女子雙打 | 玛格丽特·约翰斯多蒂尔 | 準決賽 |
| 2014年 | 冰島羽毛球國際賽 | 國際系列賽 | 女子雙打 | 玛格丽特·约翰斯多蒂尔 | 亞軍   |

| 2007-2017年 | 首要超級賽 | 超級賽 | 黃金大獎賽 | 大獎賽 | 國際挑戰賽 | 國際系列賽 | 未來系列賽 | 其他 |

| 2018-2026年 | 總決賽 | 超級1000賽 | 超級750賽 | 超級500賽 | 超級300賽 | 超級100賽 | 國際挑戰賽 | 國際系列賽 | 未來系列賽 | 其他 |